# Unterendingen
Unterendingen is een plaats en voormalige gemeente in het Zwitserse kanton Aargau en maakt deel uit van het district Zurzach.
Unterendingen telt 362 inwoners.

## Geschiedenis
Op 1 januari 2014 ging Unterendingen op in de buurgemeente Endingen

## Overleden
- Paulette Brupbacher (1880-1967), Russisch-Zwitsers arts

## Externe link

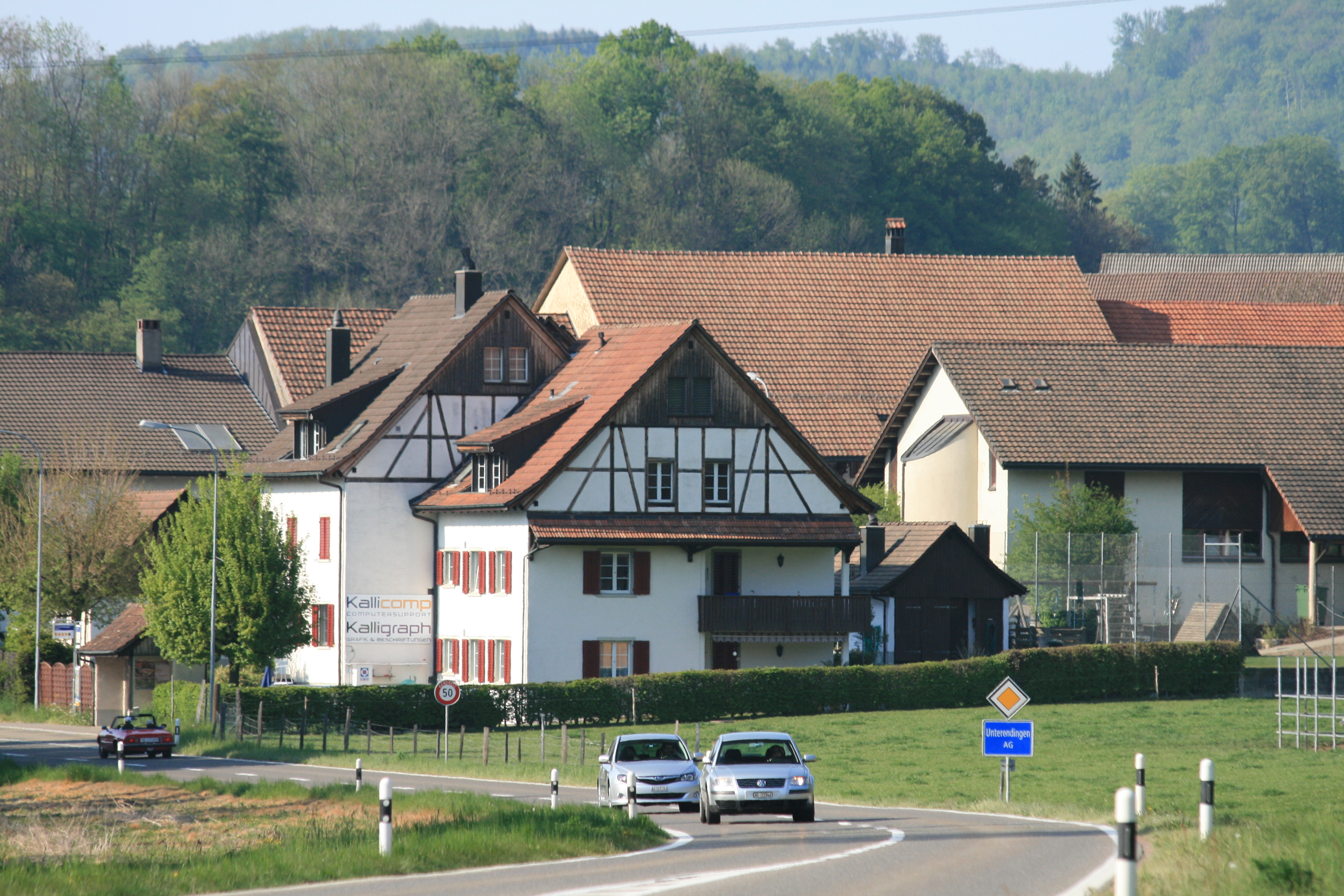
Unterendingen